# Mieczysław Łęczycki
Mieczysław Łęczycki (ur. 1884 w Łodzi, zm. ?) – polski architekt oraz inżynier. Autor modernistycznych projektów na terenie Łodzi.

## Życiorys
W 1927 ukończył Ecole Speciale de Architecture w Paryżu. Przed 1934 piastował funkcję Prezesa Łódzkiego Stowarzyszenia Architektów. Przed 1939 członek Oddziału Łódzkiego Stowarzyszenia Architektów Polskich. Posiadał własne biuro w Łodzi.
Był reprezentantem Polski na Letnich Igrzyskach Olimpijskich w 1928, w których wziął udział w Olimpijskim Konkursie Sztuki i Literatury 1928, zgłaszając dwie prace: projekt stadionu Szczęśliwickiego do uczestnictwa w zawodach (wraz z Ludwikiem Olim) oraz projekt dla Centralnego Instytutu Wychowania Fizycznego w Warszawie-Bielanach (wraz z bratem Józefem). W konkursie wzięło udział 66 architektów i firm architektonicznych, nadsyłając łącznie 81 prac. Uczestnicy mogli nadsyłać zarówno rysunki, akwarele, fotografie jak i projekty budowlane.
Razem z Jerzym Berlinerem zaprojektowali willę Mieczysława Neufelda przy pl. Komuny Paryskiej 2 w Łodzi. Jego styl zaliczano do funkcjonalizmu.